# Amüsette
Die Amüsette (franz. amusette) war ein Feldgeschütz mit sehr geringem Kaliber (Kugelgewicht etwa 0,5 kg), das von der Infanterie (später auch von Dragonern) benutzt wurde und Eisen- und Bleikugeln abfeuern konnte.
Die Lafetten der Amüsetten waren entweder mit einer Protze verbunden oder unmittelbar mit einer Gabeldeichsel versehen. Bei dem sehr geringen Gewicht dieser Geschütze genügte ein Pferd zu ihrem Transport. Wegen ihrer großen Beweglichkeit eigneten sich die Amüsetten auch für den Gebirgskrieg.
Erstmals wurden Amüsetten angeblich von Moritz, dem Marschall von Sachsen, verwendet, anschließend baute Graf Wilhelm von Schaumburg-Lippe sie nach. Sie wurden dann auch in Frankreich, England, Dänemark, Schweden und in ganz Deutschland verwendet. In Frankreich lebten sie 1828 als Fusils de rempart wieder auf, und Karl XV. von Schweden versuchte, mit gezogenen 1½-pfündigen Amüsetten den Mitrailleusen Konkurrenz zu machen.
Mit Hilfe der von Dreyse in Sömmerda konstruierten fahrbaren Zündnadelstandbüchse plante der preußische König Friedrich Wilhelm IV. eine Wiederbelebung der Idee der Amüsetten.